# كارمن بيكازو
كارمن بيكازو (مواليد 1975) محامية وسياسية إسبانية عن حزب المواطنين. قادت الحزب في كورتيس كاستيلا - لامانشا منذ انتخابها في عام 2019.'

## السيرة الشخصية
ولدت بيكازو في البسيط، وتخرجت في القانون من جامعة كاستيلا لامانشا، وهي محامية متخصصة في القضايا الجنائية والمدنية. انضمت إلى المواطنين في عام 2013، وانتُخبت في مجلس مدينة البسيط كقائدة قائمة للحزب في انتخابات عام 2015.
في مارس 2019 حصلت على 94٪ من الأصوات لقيادة حملة الحزب في الانتخابات الإقليمية القشتالية-مانشيغان في مايو. وبنسبة 11٪ من الأصوات وأربعة مقاعد دخل الحزب المجلس التشريعي كطرف ثالث. في يوليو من نفس العام تم إضافتها إلى الهيئة التنفيذية الوطنية للمواطنين.